# 가브리에우 하무스 다 페냐
가브리에우 하무스 다 페냐(포르투갈어: Gabriel Ramos da Penha, 1996년 3월 20일~)는 브라질의 축구 선수로 현재 부천 FC에서 윙어로 뛰고 있다.

## 참고 문헌
- “가브리에우 하무스 다 페냐”. 《부천 FC 1995》. 부천에프씨1995.